# Police Stories
Police Stories (Historias Policiales) es un videojuego del género matamarcianos, desarrollado por Mighty Morgan y publicado por HypeTrain Digital. El proyecto estuvo financiado a través de la plataforma Kickstarter en junio de 2017.

## Jugabilidad
Police Stories es un videojuego de acción del género matamarcianos con elementos tácticos. El juego consiste en dos modos de juego principales: un solo jugador, y un modo multijugador cooperativo. El jugador controla a un par de policías de operaciones especiales, John Rimes y Rick Jones, quiénes tienen que irrumpir en edificios, infiltrarse en guaridas de pandillas, rescatar rehenes y hacer arrestos. El juego pone un énfasis en las tácticas y fuerza al jugador a tomar rápidas decisiones en pocos segundos. Cada vez que juegues, los criminales, rehenes y las evidencias estarán en sitios aleatorios. Sin saber quién esta en la habitación contigua hasta que abren la puerta que separa las dos habitaciones, esto lo hace muy diferente a otros matamarcianos como HotlineMiami.
El Sistema de Rendición en Police Stories deja reducir a los sospechosos sin necesidad de recurrir a la violencia. Cada tipo de sospechoso no solo tiene armas únicas, también diferente comportamiento y habilidades de tiro. Para aumentar las posibilidades de neutralización no letal, el jugador necesitará utilizar equipamiento táctico, como cámaras telescópicas para mirar por debajo de las puertas, pudiendo obtener información necesaria para saber si utilizar una aturdidora o, simplemente, una carga de demolición en la puerta.

## Desarrollo
Una versión de alfa estuvo disponible a través de itch.io el 6 de junio de 2017. Incluye 2 niveles: “Levantando La Barra” y “Fuego Libre” en qué los jugadores tienen que limpiar de arriba a bajo la ubicación y salvar a los rehenes.
El 2 de julio de 2017, Police Stories logró recaudar $26,679 en Kickstarter con 555 patrocinadores.
El 12 de diciembre de 2017, una versión de beta estuvo disponible para los patrocinadores en Kickstarter que aportaron 30$ o más. Incluye 2 niveles nuevos, modo cooperativo multijugador, así como actualizaciones regulares.
El 14 de junio de 2018, hubo una actualización enorme para la versión de beta cerrada estuvo disponible(sólo disponible para los patrocinadores de Kickstarter). Incluye todo el sistema de equipamiento nuevo, nuevo contenido y órdenes, así como muchas correcciones y mejoras en la jugabilidad.